# Serieåret 1945

## Händelser

### Mars
- 30 mars - Debut för Suske en Wiske av Willy Vandersteen, i De Nieuwe Standaard, först kallad Rikki en Wiske.[1]

## Pristagare
- Pulitzerpriset för "Editorial Cartooning": Bill Mauldin, United Features Syndicate

## Födda
- 9 maj - Ulf Granberg, svensk serieförfattare och tidningsredaktör
- 28 juli - Jim Davis, amerikansk serietecknare.
- 1 september - Kari Leppänen, finsk serieskapare.
- 21 september - Kenneth Hamberg, svensk serieskapare.
- 14 oktober - Daan Jippes, nederländsk författare och tecknare.

## Avlidna
- 25 december - Oscar Jacobsson, 56, svensk tecknare och serieskapare.

### Fotnoter
1. ↑  Lambiek Comiclopedia. ”Willy Vandersteen”. http://lambiek.net/artists/v/vandersteen.htm.